# Jerusalén (El Salvador)
Jerusalén es un Distrito del Municipio La Paz Centro departamento de La Paz, El Salvador. Asentado al sureste del valle de Jiboa, se ubica a 59 km de San Salvador. 
Limita al norte con  Municipio Cuscatlán Sur Distrito San Ramón, al sur con Distrito Mercedes La Ceiba, al este con Municipio San Vicente Sur Distrito Verapaz  y al oeste con DistritoParaíso de Osorio. 
Jerusalén se divide en un casco urbano y cinco cantones: 
- El Espino
- Los Romeros
- Los Conacastes
- Veracruz Arriba
- Veracruz Abajo.

El casco urbano está dividido en Colonias:
- Colonia Divina Misericordia
- Colonia Monte Verde
- Colonia el Progreso
- Colonia el Porvenir
- Barrio el Centro

Se constituyó en municipio en 1892, dejando de ser un cantón del municipio de Santa María Ostuma llamado Estanzuela. 
Sus Rutas de Buses de acceso son 
La Ruta 191A que hace su recorrido de Mercedes La Ceiba a San Vicente, Ruta 500 que hace su Recorrido del Cantón Concepción a Cojutepeque, y la Ruta 501 que hace Su Recorrido de Mercedes la Ceiba a San Salvador.